# Petr Šmalec
Petr Šmalec (* 24. září 1974 Frýdek-Místek) je český grafický designér a ilustrátor.

## Život
Petr Šmalec se narodil ve Frýdku-Místku. Absolvoval Střední průmyslovou školu grafickou v Praze, následně studoval v Ateliéru ilustrace a grafiky Jiřího Šalamouna na Vysoké škole uměleckoprůmyslové v Praze. Od roku 2002 pracuje jako grafik v Muzeu umění v Olomouci. Žije se svou partnerkou Markétou Šimkovou a třemi dětmi ve Velké Bystřici u Olomouce.

## Tvorba
Věnuje se především grafickému designu, občas se také věnuje volné tvorbě. Společně s Markétou Šimkovou vytvořil autorskou knihu Zik a Cháta, kterou také ilustroval. Jako ilustrátor a grafický designér připravil společně s Jurajem Horváthem pro nakladatelství Baobab také knihy Šmalcova abeceda a Ferda Páv, se kterým dlouhodobě spolupracuje (včetně karet Černý Petr a pexesa Šmalcova abeceda). Šmalcova abeceda byla oceněna Ministerstvem kultury ČR v roce 2005 jako nejkrásnější kniha roku v kategorii dětských knih. Věnuje se také počítačové grafice, low-tech filmům a tvorbě limitovaných edicí autorských knih a výtvarných děl (např. flipbook Domácí-hosté 1:1). Mezi nejznámější spolupráce patří grafický koncept pro spolek Auto-mat. Spolupracoval také jako ilustrátor na dokumentárních filmech Martina Marečka Automat a Zdroj.

### Knihy
- Ferda Páv a všelijaká zvířata (2002)
- Zik a Cháta (2008) – koncepce společně s Markétou Šimkovou
- Šmalcova abeceda (2005, dotisky 2016, 2019) – koncepce společně s Markétou Šimkovou, výtvarná realizace, grafická úprava společně s Jurajem Horváthem

### Animace a ilustrace k filmům
- 2003: Automat
- 2005: Zdroj

## Galerie

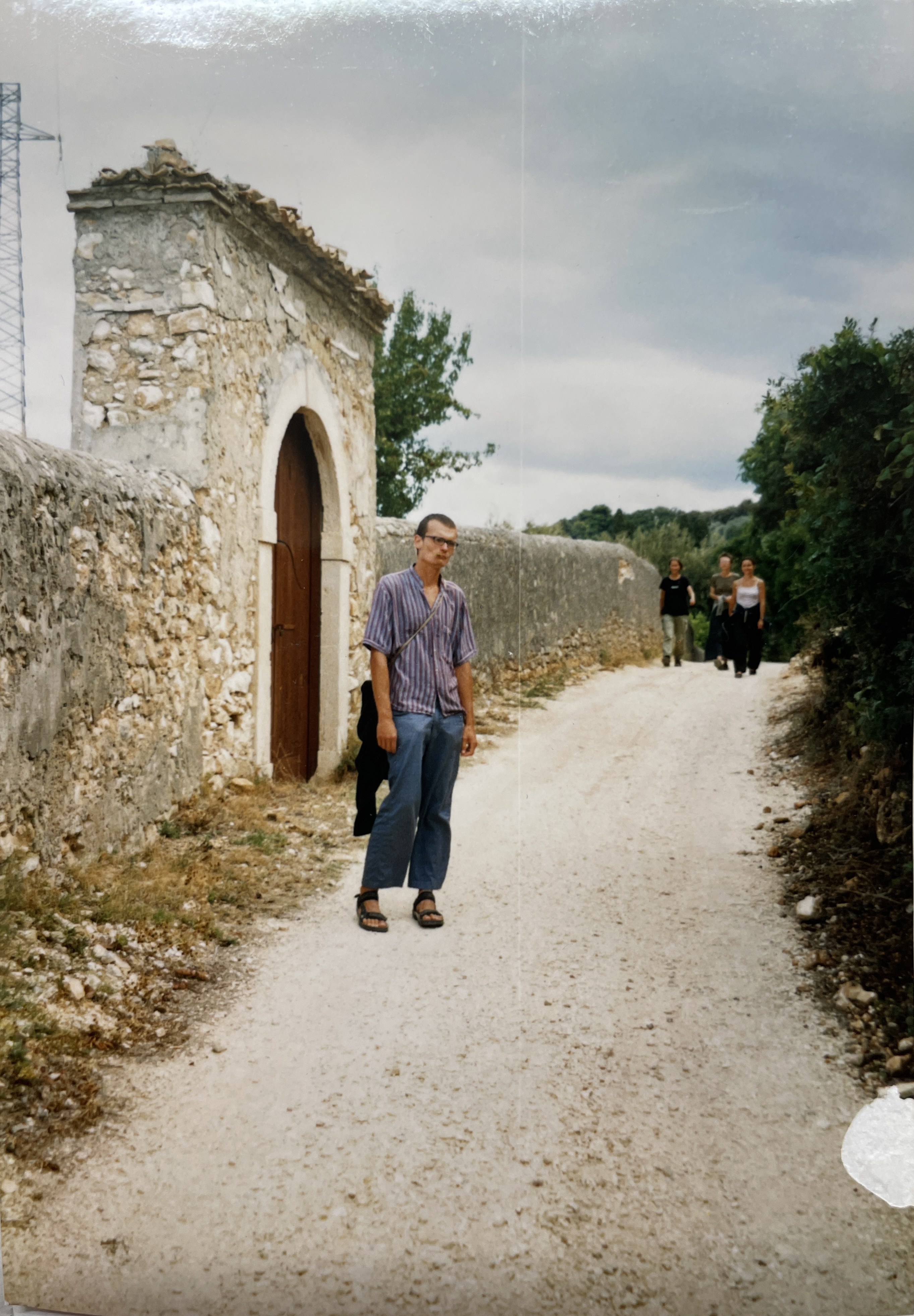
Na výpravě
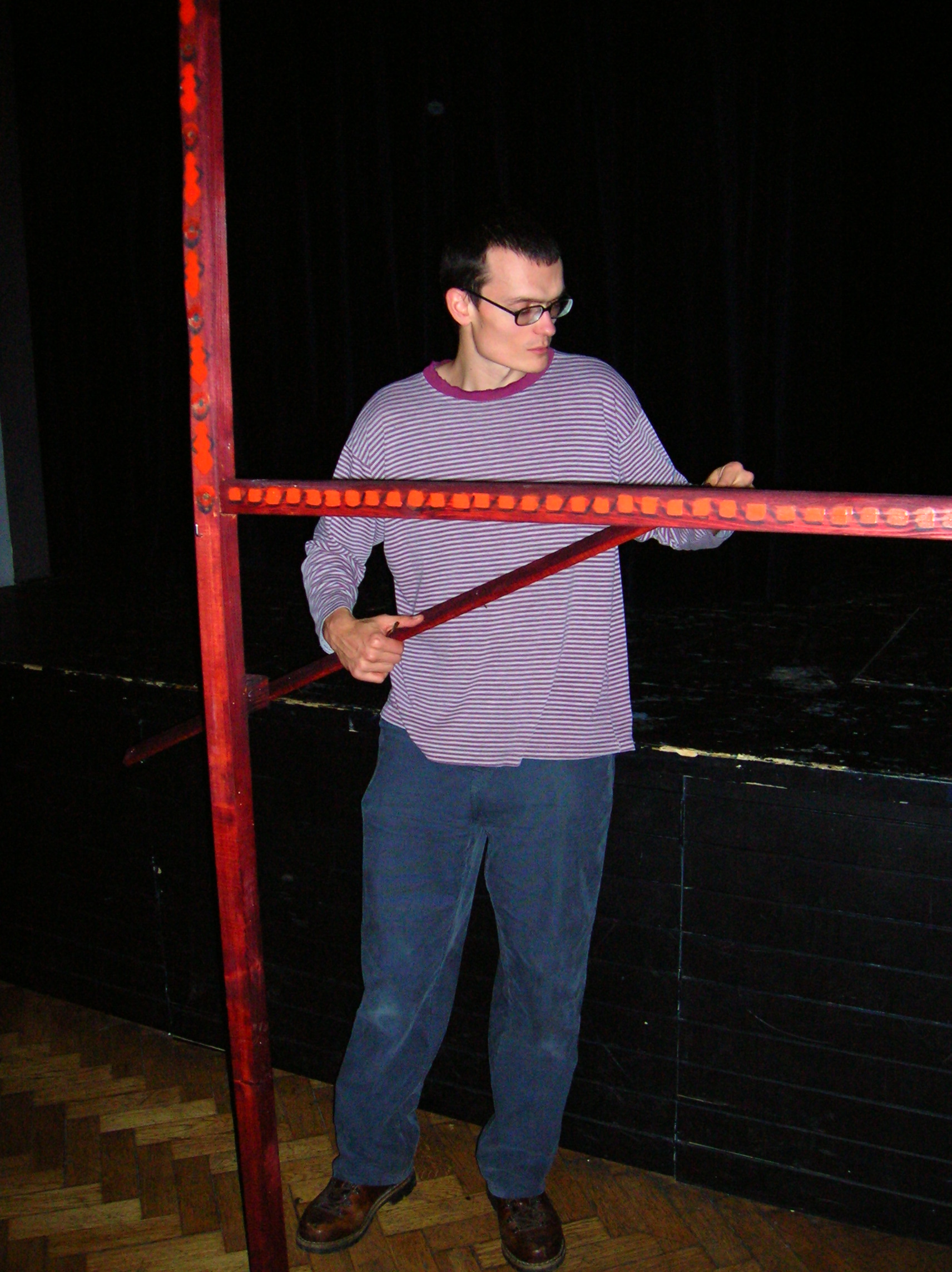
Příprava loutkového představení O špalíčkovi
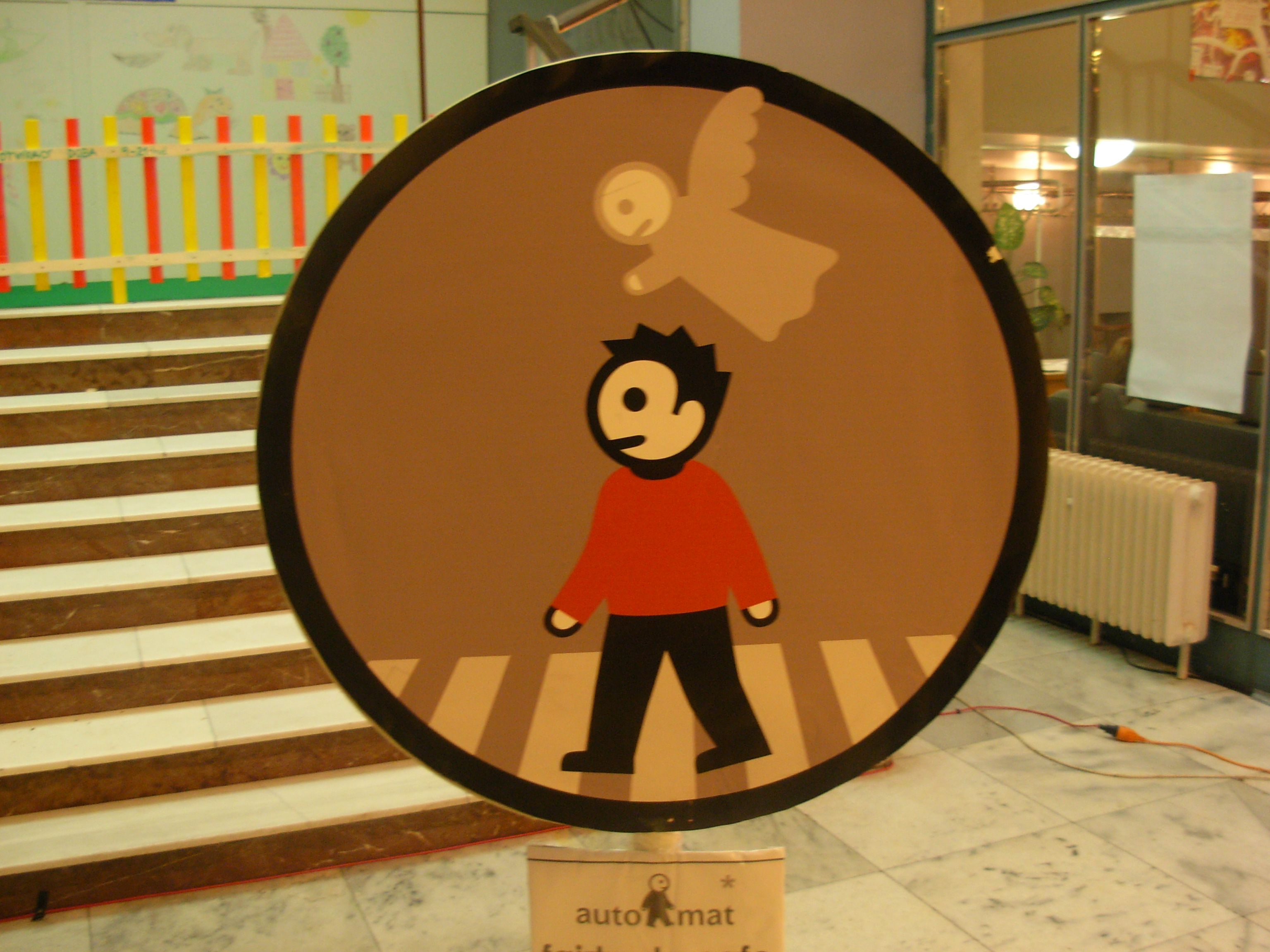
Grafický design pro iniciativu AutoMat